# Enchenopa albidorsa
Enchenopa albidorsa är en insektsart som beskrevs av Leon Fairmaire. Enchenopa albidorsa ingår i släktet Enchenopa och familjen hornstritar. Inga underarter finns listade i Catalogue of Life.